# قائمة فنادق سويسرا

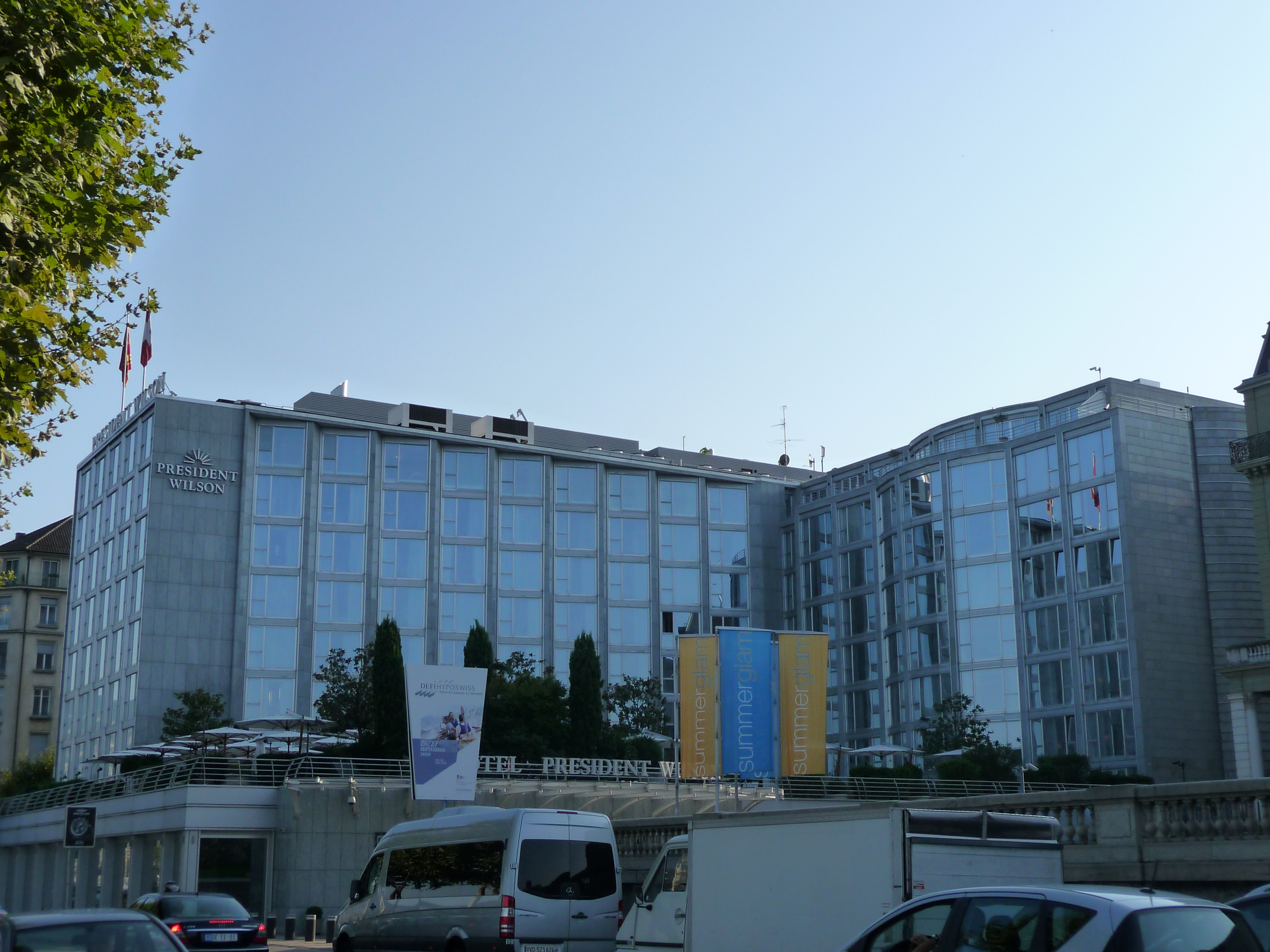
فندق الرئيس ويلسون

الفندق  (الجمع: فنادق) أو النُزُل  (الجمع: أنزال) هو مسكن يسكن فيه الشخص لوقت قصير مقابل أجر، مؤثث مفروش وقد يكون مزوداً بأجهزة منزلية ووسائل راحة وترفيه؛ مع توفير خدمات الطعام والنظافة والصيانة وغيرها.

## قائمة فنادق سويسرا
تحتوي هذه القائمة على أسماء فنادق في سويسرا.
- دولدر غراند

- فندق أربيز
- فندق الرئيس ويلسون
- فندق بادروت بالاس
- فندق غورنيرغات كولم